# Zalmoxis armatipes
Zalmoxis armatipes is een hooiwagen uit de familie Zalmoxioidae.